# جیمی او یانگ
جیمی او یانگ (انگلیسی: Jimmy O. Yang؛ زادهٔ ۱۱ ژوئن ۱۹۸۷) هنرپیشه و کمدین هنگ کنگی‌تبار اهل آمریکا است.
از فیلم‌ها یا برنامه‌های تلویزیونی که وی در آن نقش داشته‌است می‌توان به دره سیلیکون، آسیایی‌های خرپول، جولیت، برهنه، راه کریسمس، مسابقات رالی جاده‌ای و نیروی فضایی اشاره کرد.